# Rennes
Rennes (Bretonă: Roazhon) este un oraș situat în nord-vestul Franței, în estul Bretaniei. Este capitala regiunii și prefectura departamentului Ille-et-Vilaine.
Populația orașului la recensământul din  2012 era de 209,860 locuitori. Populația întregii regiuni metropolitane (Franceză: aire urbaine) la recensământul din  2012 era de 690,467 locuitori. 

## Geografie
Orașul se află într-o zonă deluroasă cu partea din nord mai elevată față de partea din sud; este, de asemenea, la confluența a două râuri Ille și Vilaine (ceea ce explică originea numelui departamentului).

## Economie
Industriile locale cuprind industria auto și telecomunicațiile. Citroën, actualmente cel mai mare angajator al populației din Rennes, a deschis o fabrică în Rennes La Janais încă din 1961.
În vestul orașului se află unul dintre cele 9 Tehnopoluri din Franța (Technopole Atalante) ce au fost înființate într-un efort de a stimula economiile regiunilor, altele decât Parisul, prin dezvoltarea industriilor noi, în timpul amenajării teritoriului.

## Transportul

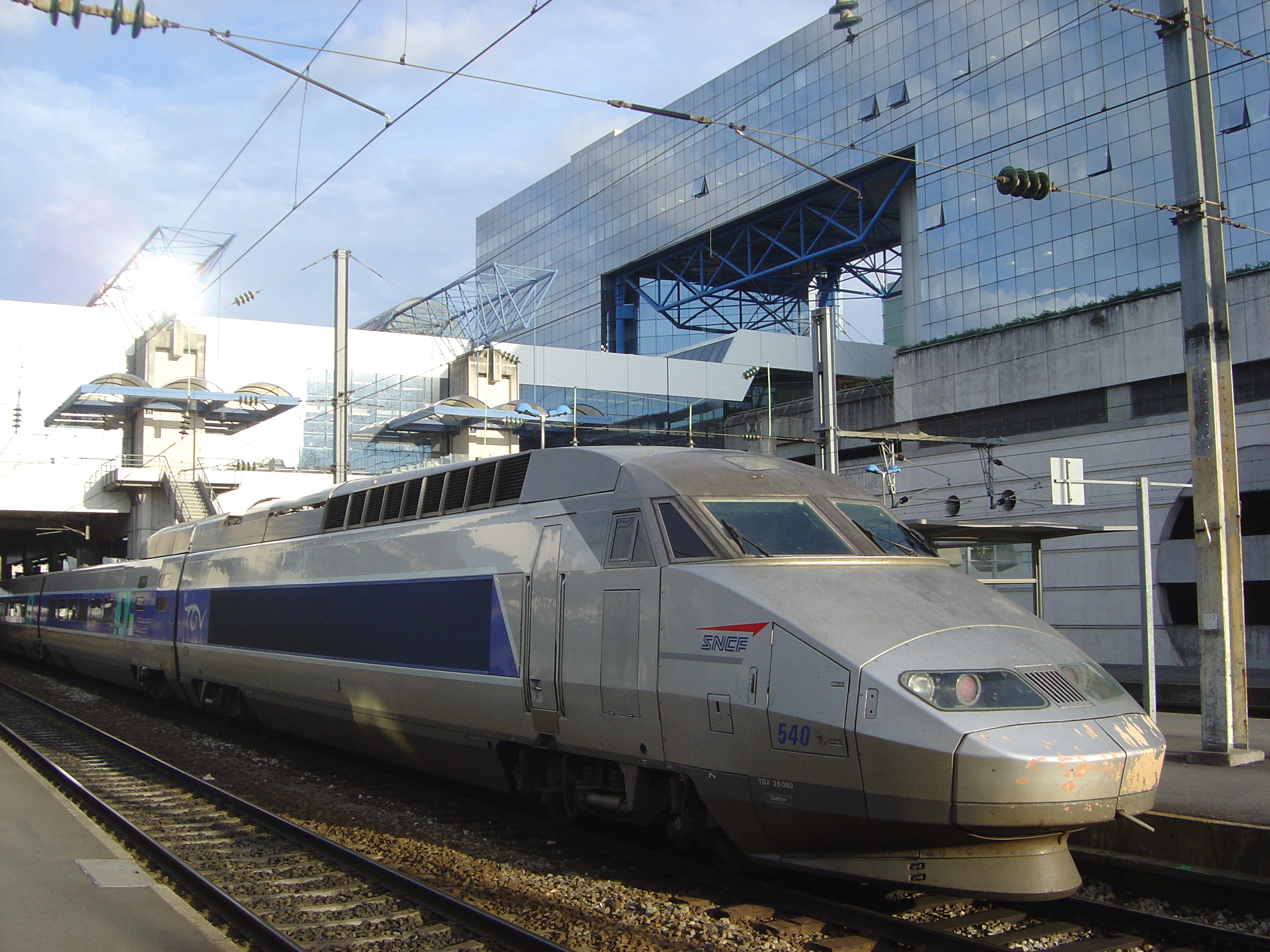
Un tren TGV în gara din Rennes.

Rennes are o rețea bine dezvoltată de drumuri naționale iar transportul rutier este foarte bine sistematizat. Întreg orașul este înconjurat de o șosea de centură la nivel de autostradă. De remarcat faptul că în întreaga Bretanie, nu se plătește nici o taxă, nici măcar pentru autostrăzi, spre deosebire de restul Franței, unde acestea sunt cu plată.

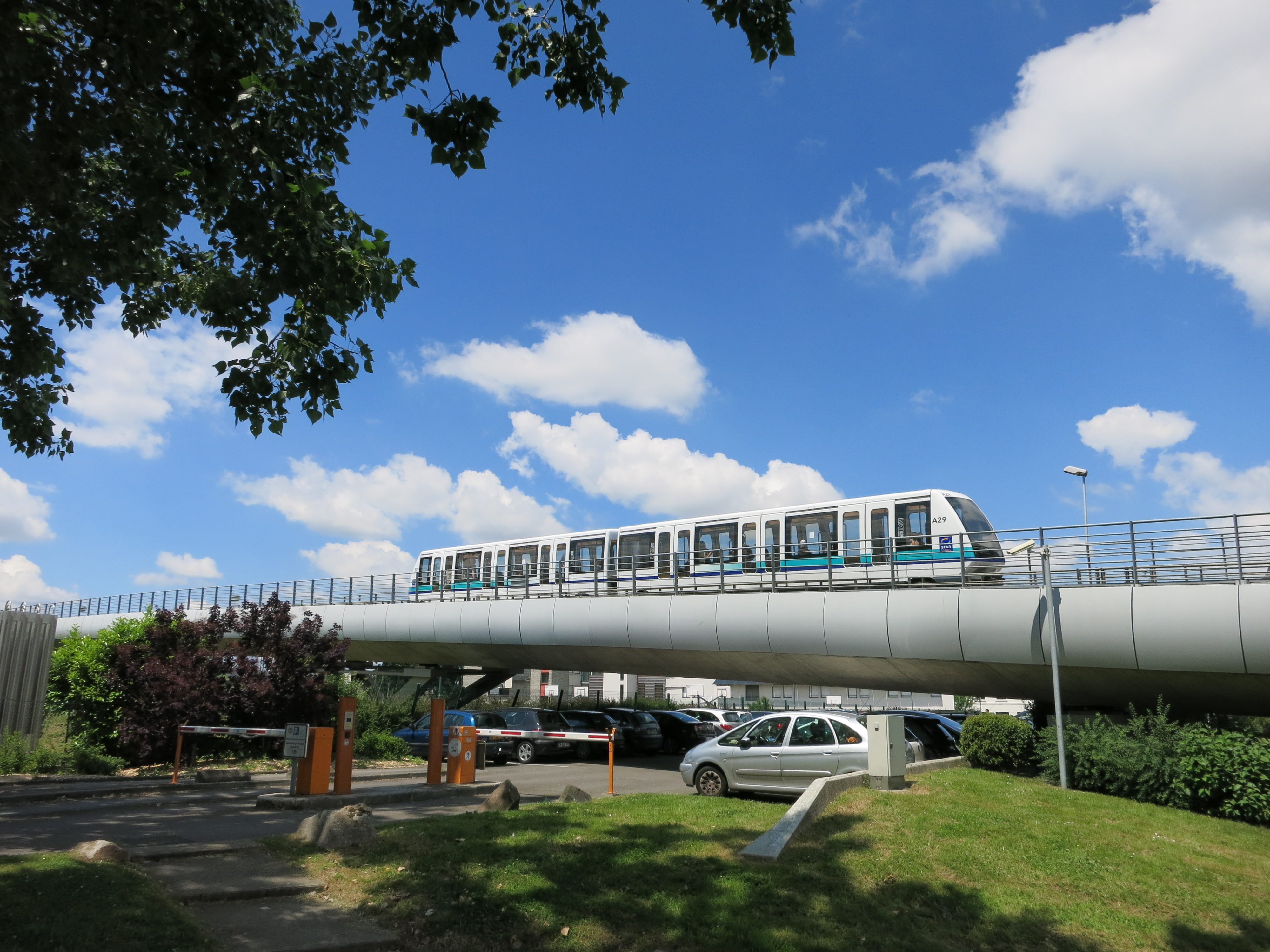
Metroul din Rennes

Legăturile feroviare sunt foarte bune: călătoria cu TGV-ul până la Paris durează puțin peste 2 ore cu cele mai rapide legături, acoperind o distanță de 350 km.
Rennes este deservit și de aeroportul Saint-Jacques-de-la-Lande de unde se efectuează curse interne zilnice, dar și internaționale, către Spania și Anglia.
Transportul local, STAR Arhivat în 4 februarie 2011, la Wayback Machine., este deservit în principal de o rețea extinsă de autobuze (38 linii diferite) și o linie de metrou inaugurată în martie 2002. Linia de metrou, de tip VAL (Vehicule autonome de linie), are o lungime de 9.4 km și este deservită de 15 stații. Străbate orașul de la nord la sud iar construcția ei a costat 500 milioane Euro. Metrourile sunt trenuri autonome fără conductor, asemănătoare cu cele de pe linia 14 de metrou din Paris, respectiv cu cele care circulă în cadrul metroului din Lille. Dacă este exclus minusculul sistem subteran de transport din Serfaus în Austria, Rennes este cel mai mic oraș din lume care are un metrou.

## Istoria
Orașul are o istorie bogată fiind cunoscut încă din antichitate.

### Perioada romană
Populația armoricană Redones avea o localitate cunoscută sub numele de Condate („confluent“ în celtica veche). După cucerirea romană orașul devine Condate Riedonum și este cel mai important oraș din regiune, situat într-o poziție strategică, la intersecția mai multor rute comerciale. 
Odată cu invaziile barbare orașul devine o importantă fortificație romană, una dintre ultimele fortificații ale Imperiului din Europa Occidentală.

### Evul Mediu

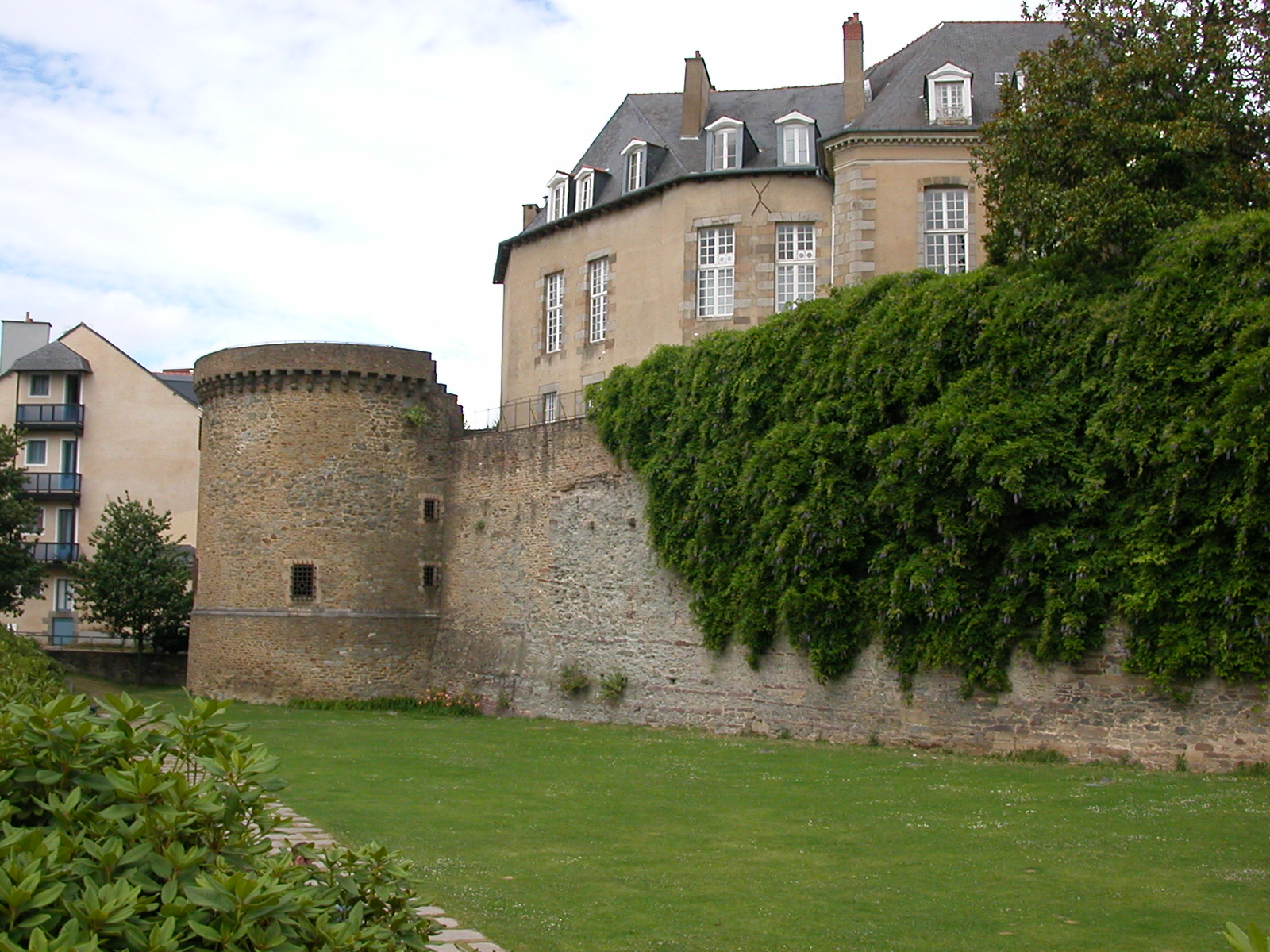

Orașul s-a aflat pe rând sub influența francezilor, după care a reintrat sub influența bretonilor, fiind centrul uneia dintre regiunile istorice ale Bretaniei.
La începutul Evului Mediu Bretania a fost organizată sub forma a trei regate care au fost ulterior înglobate în ducatul Bretaniei. Până în secolul al XV-lea Bretania forma un stat independent, aflat în vizorul celor două mari puteri din zonă: Franța și Anglia.
În 1491 Rennes este ultimul oraș din Bretania care nu a capitulat în fața armatelor regelui Franței Carol al VIII-lea. Pacea este asigurată prin căsătoria ducesei Ana de Bretania cu regele Franței. Din acest moment Bretania devine parte a Franței, având o anumită autonomie. În Rennes, până la revoluția de la 1789 și-a avut sediul, aproape tot timpul (cu excepția unei perioade la Vannes) Parlamentul Bretaniei.

### Istoria Recentă
În perioada Napoleoniană orașul se extinde și importanța sa comercială crește odată cu constuirea canalului Ille-Rance ce leagă Marea mânecii cu Golful Biscaye. În urma unui incendiu care a distrus mare parte din oraș, acesta este reconstruit utilizând piatra, actualmente rămânând foarte puține case vechi, din lemn.
Odată cu construcția gării în 1857 orașul se extinde pe malul sudic al Villainei, această parte fiind puternic influențată de arhitectura vremii (bulevarde drepte lungi și late). Orașul apare în atenția lumii în 1899 când Procesul Afacerii Dreyfus are loc la Rennes.
La sfărșitul celui de-al doilea război mondial, orașul este eliberat de trupele Aliate debarcate în Normandia.

## Cultura

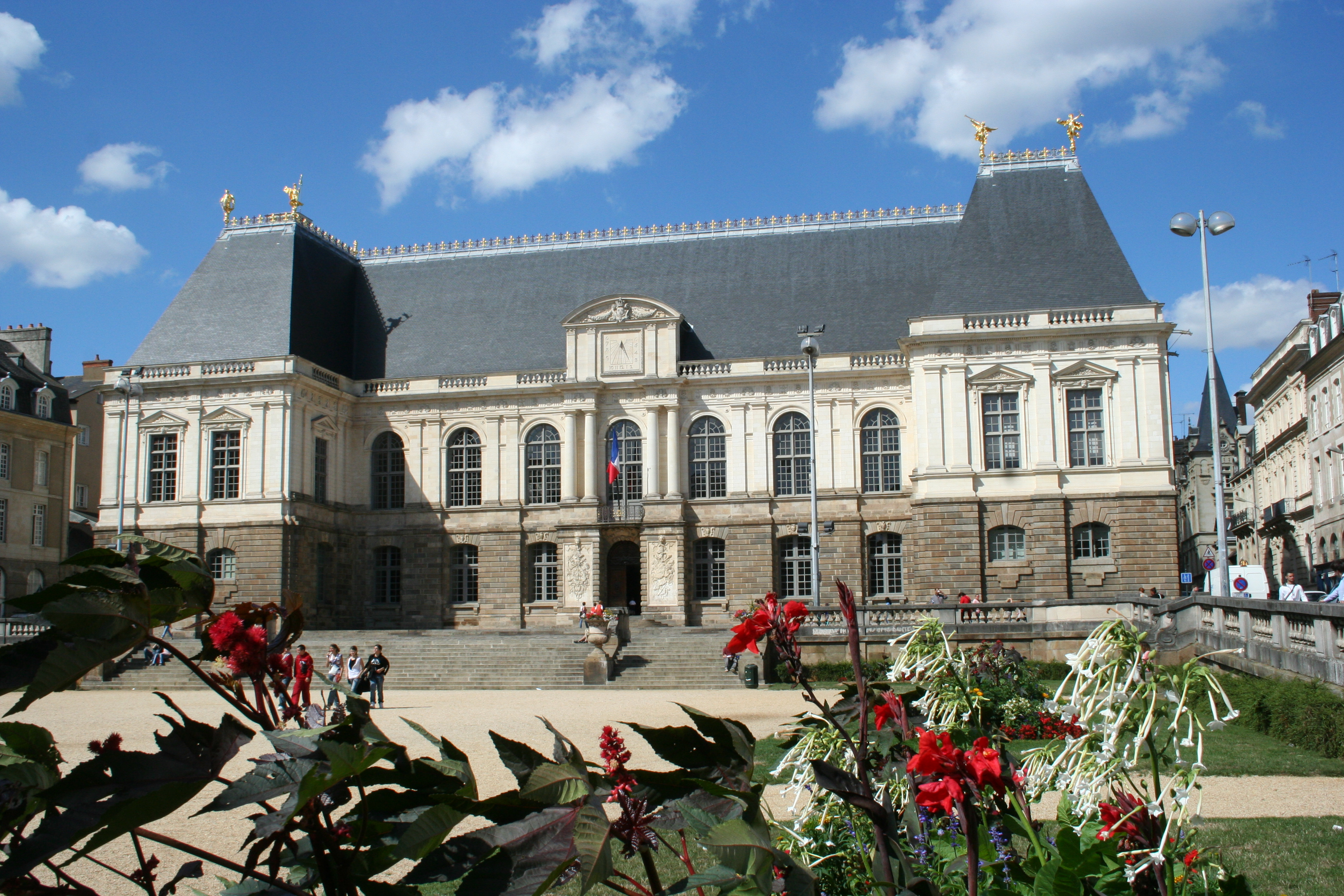
Parlementul Bretaniei, cea mai faimoasă clădire din
Rennes, a fost reconstruită după incendiul din 1994. Actualmente găzduiește Curtea de Apel din Rennes.

În Rennes au loc un număr mare de evenimente culturale și festivale (festivalul muzical Les Transmusicales, les Tombées de la Nuit și le Travelling (festival cinematografic)) binecunoscute în Franța. 
Din 1987, există un post local de televiziune Rennes TV.
Orașul are o echipă de fotbal: Stade Rennais FC, actualmente aflată în Prima Ligă Franceză.

## Administrația
Primarul actual al orașului Rennes este Edmond Hervé, primar din anul 1977, când l-a înlocuit pe Henri Fréville, primar din 1953 (unul din marile bulevarde din Rennes și una din stațiile de metrou poartă numele acestuia).

### Orașe înfrățite

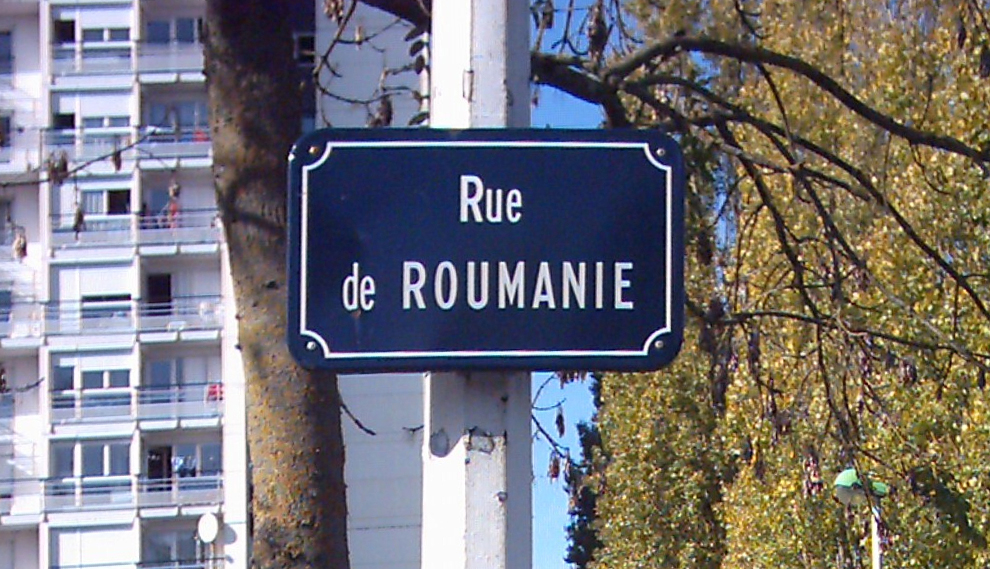
Strada României din Rennes

Orașele înfrățite sunt înscrise pe un pod pietonal peste râul Vilaine din centrul orașului:
- Almatî, Kazahstan din  1991
- Brno, Republica Cehă din  1965
- Cork, Irlanda din  1982
- Erlangen, Germania din  1964
- Exeter, Regatul Unit din  1957
- Jinan, China din  1985
- Louvain, Belgia din  1980
- Plateau Dogon, Mali din  1999
- Poznań, Polonia din  1998
- Rennes-les-Bains, Franța din  1985
- Rochester (NY), Statele Unite din  1958
- Sendai, Japonia din  1967
- Setif, Algeria din  1982
- Sibiu, România din  1999

## Demografia
| 1793  | 1800  | 1806  | 1821  | 1831  | 1836  | 1841  | 1846  | 1851  |
| ----- | ----- | ----- | ----- | ----- | ----- | ----- | ----- | ----- |
| 30160 | 25904 | 29225 | 29589 | 27340 | 35552 | 37895 | 39218 | 39505 |

| 1856  | 1861  | 1866  | 1872  | 1876  | 1881  | 1886  | 1891  | 1896  |
| ----- | ----- | ----- | ----- | ----- | ----- | ----- | ----- | ----- |
| 45664 | 45483 | 48283 | 52044 | 57177 | 60974 | 66139 | 69232 | 69937 |

| 1901  | 1906  | 1911  | 1921  | 1926  | 1931  | 1936  | 1946   | 1954   |
| ----- | ----- | ----- | ----- | ----- | ----- | ----- | ------ | ------ |
| 74676 | 75640 | 79372 | 82241 | 83418 | 88659 | 98538 | 113781 | 124122 |

| 1962                                                          | 1968   | 1975   | 1982   | 1990   | 1999   | 2006   | 2011   | 2012   |
| ------------------------------------------------------------- | ------ | ------ | ------ | ------ | ------ | ------ | ------ | ------ |
| 151948                                                        | 180943 | 198305 | 194656 | 197536 | 206229 | 209613 | 208033 | 209860 |
| Număr reținut începănd cu 1962: Populaţia fără numărări duble |        |        |        |        |        |        |        |        |

## Educația
Oraș studențesc, aproximativ un sfert din populație sunt studenți - 63 000 studenți în anul universitar 2013-2014. În Rennes au sediul două universități și mai multe școli superioare.
- Universități

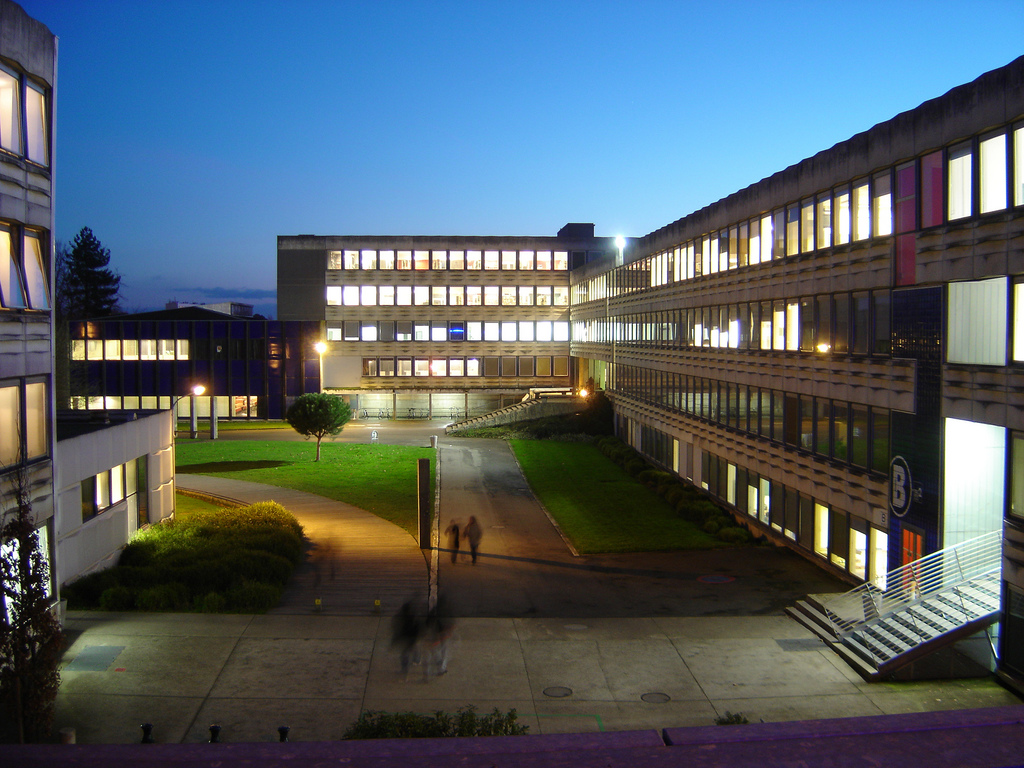
Universitatea din Rennes 2

  - Universitatea din Rennes 1 : Științe și tehnologii / Medicină / Drept, științe economice, filozofie
  - Universitatea din Rennes 2 : Arte, litere, limbi străine, comunicare / Științe umane și sociale / Activități fizice și sportive

- Școli superioare
  - Școala Superioară de Electricitate - Campusul Rennes (École supérieure d'électricité) (SUPÉLEC)
  - Școala Națională Superioară de Telecomunicații din Bretania (École Nationale Supérieure de Télécommunications de Bretagne - ENSTB)
  - Școala Națională Superioară de Statistică și Analiza Informației (École Nationale de la Statistique et de l'Analyse de l'Information - ENSAI)
  - Școala Națională Superioară de Agronomie din Rennes (École Nationale Supérieure Agronomique de Rennes - ENSAR)
  - Școala Superioară de Informatică (École pour l'informatique et les techniques avancées - EPITA)
  - Școala Superioară de Informatică (École pour l'informatique et les nouvelles technologies - EPITECH)
  - Școala Superioară de Comerț din Rennes (Rennes School of Business - Rennes BS)
  - Școala Superioară de Comerț (Paris School of Business - PSB)
  - Școala Superioară de Arhitectură din Bretania (École d'Archictecture de Bretagne - EAB)
  - Școala Regională de Arte Frumoase (École Régionale des Beaux-Arts - ERBA)
  - Școala Națională Superioară de Chimie (École Nationale Supérieure de Chimie de Rennes - ENSCR)

- Institute
  - Institutul de Gestiune din Rennes (Institut de Gestion de Rennes - IGR)
  - Institutul de Studii Politice din Rennes (Institut d'Études Politiques)
  - Institutul Național de Științe Aplicate Rennes (Institut National des Sciences Appliquées de Rennes - INSA Rennes)
  - Institutul Universitar de Tehnologie (Institut Universitaire de Technologie de Rennes - IUT Rennes)

## Personalități născute aici
- Hippolyte-Marie-Guillaume Piré (1778 - 18500, general
- Jacques Philippe Marie Binet (1786 - 1856), matematician, astronom;
- Lucien Musset (1922 - 2004), istoric;
- Catherine Lalumière (n. 1935), om politic, europarlamentar;
- François-Henri Pinault (n. 1962), om de afaceri;
- Clarisse Agbegnenou (n. 1992), judoka;
- Béni Nkololo (n. 1996), fotbalist;
- Clara Burel (n. 2001), tenismenă.

## Galerie Foto

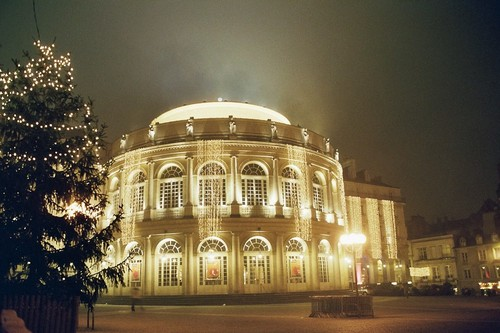
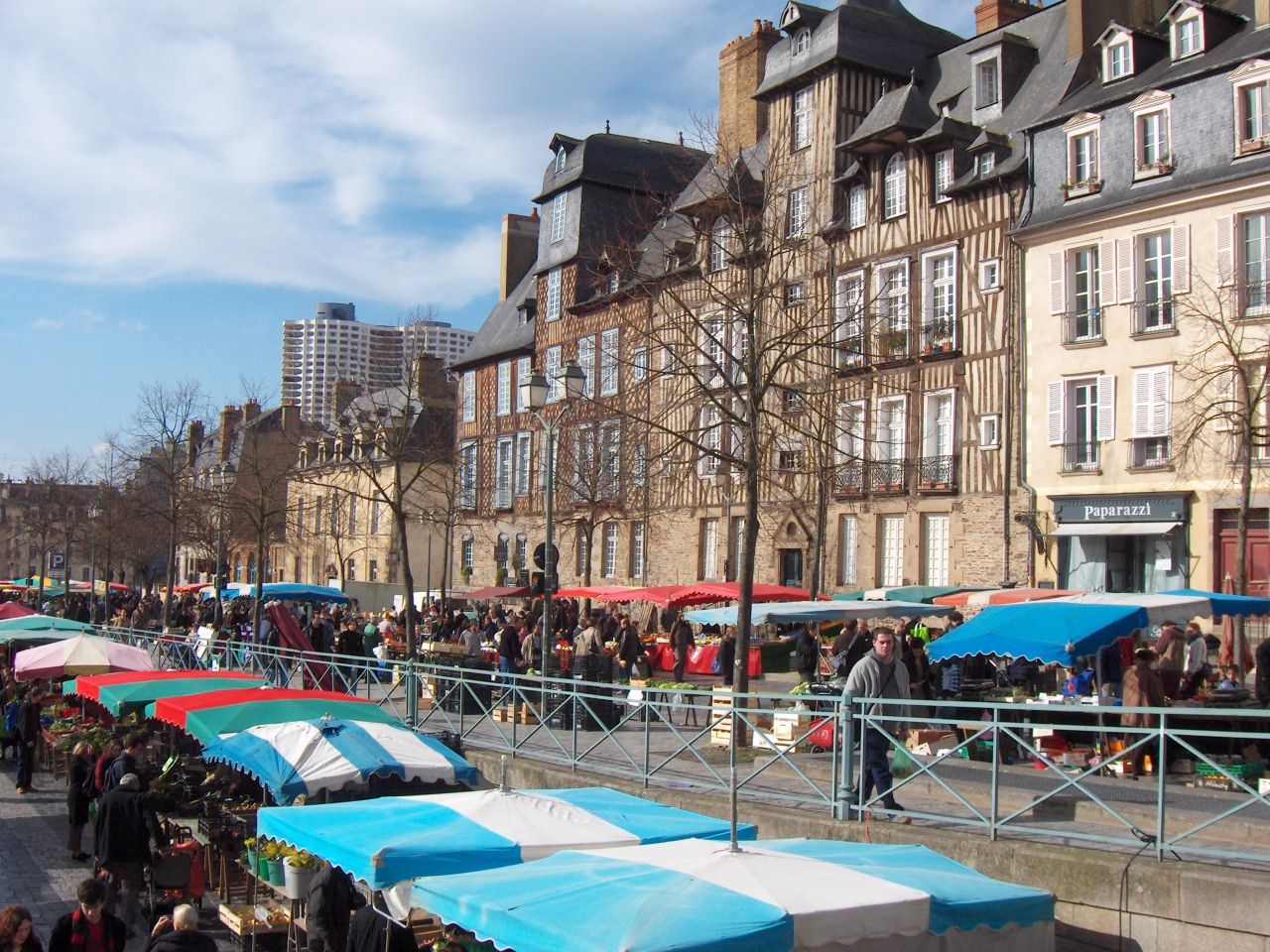
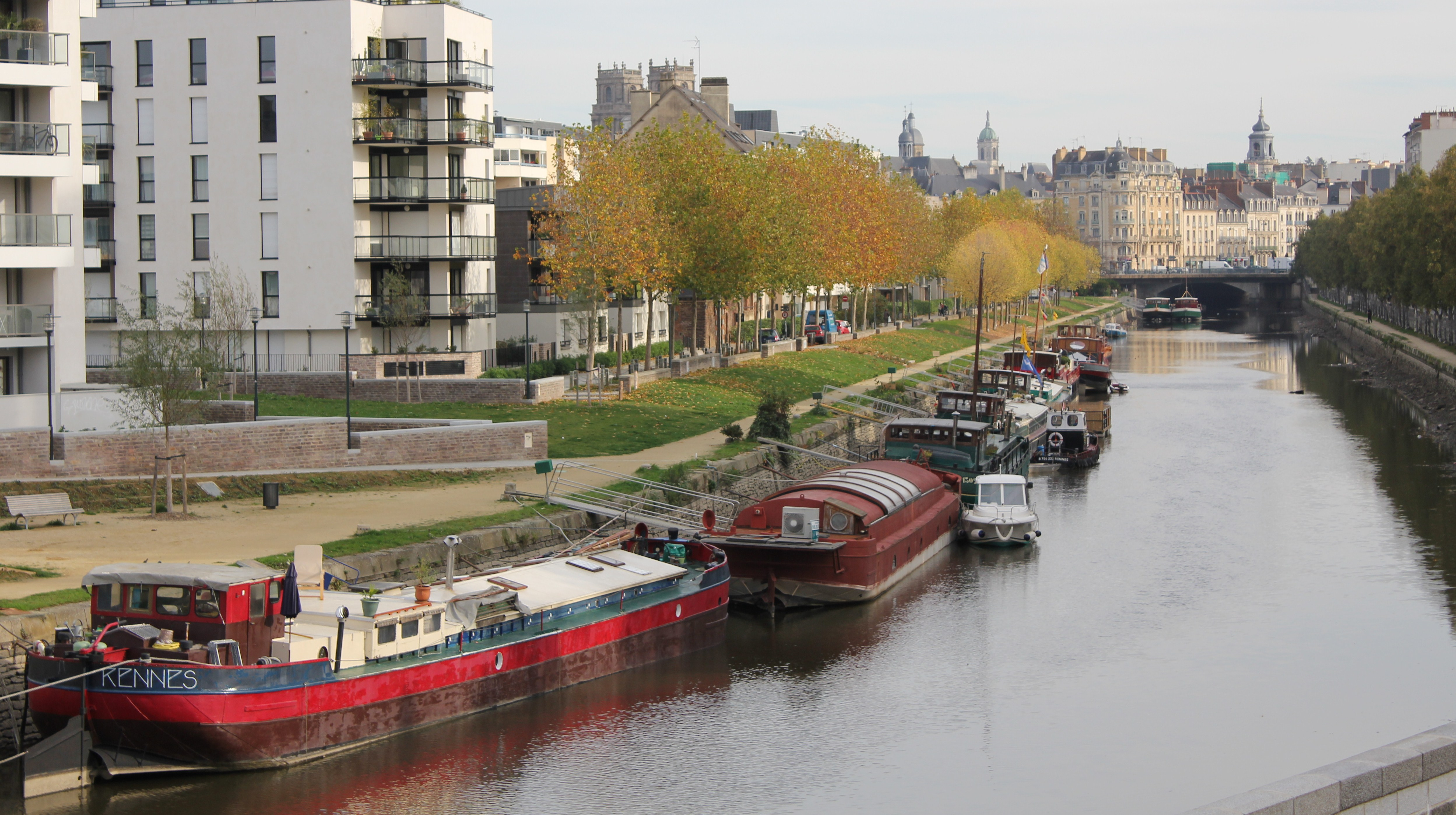
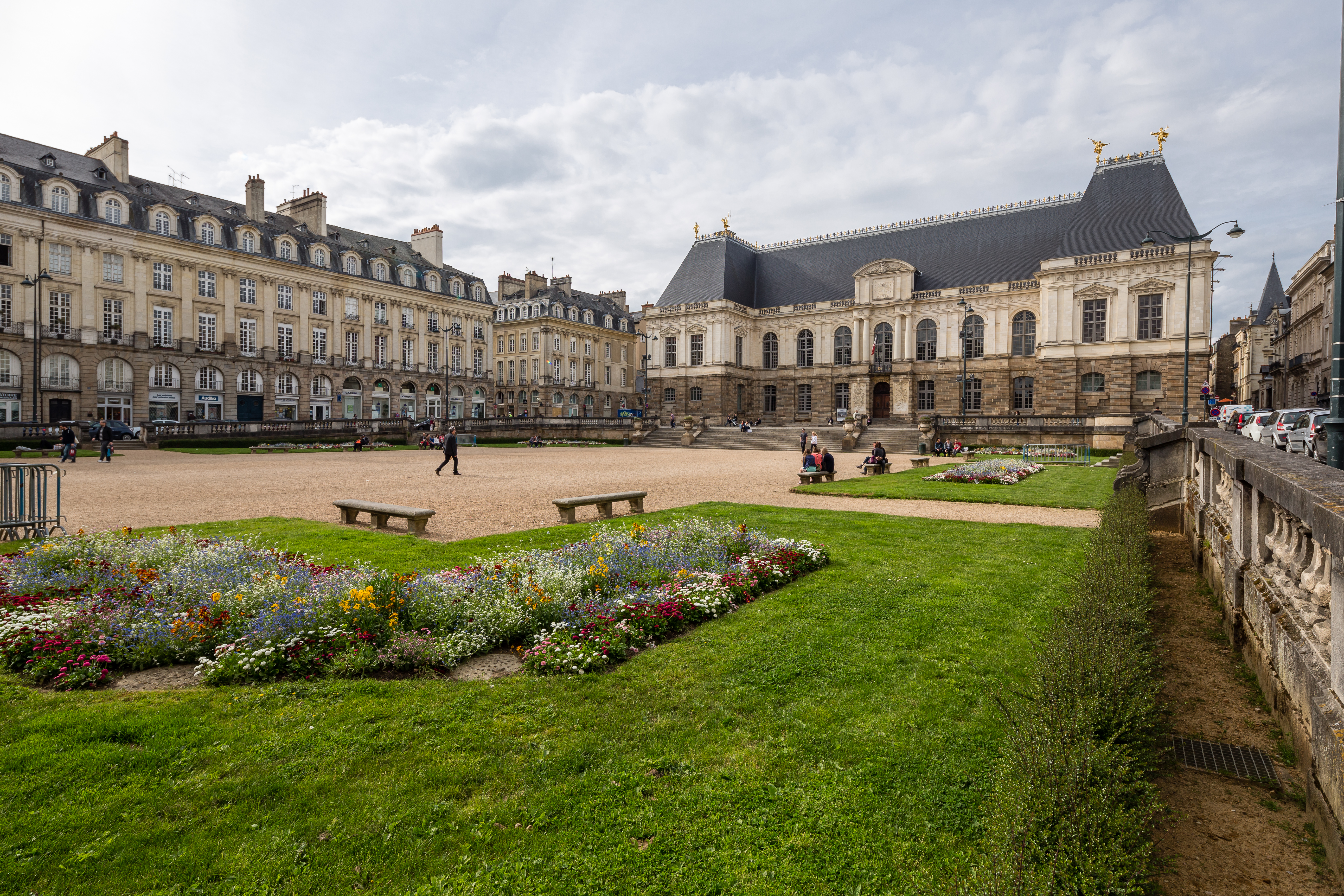
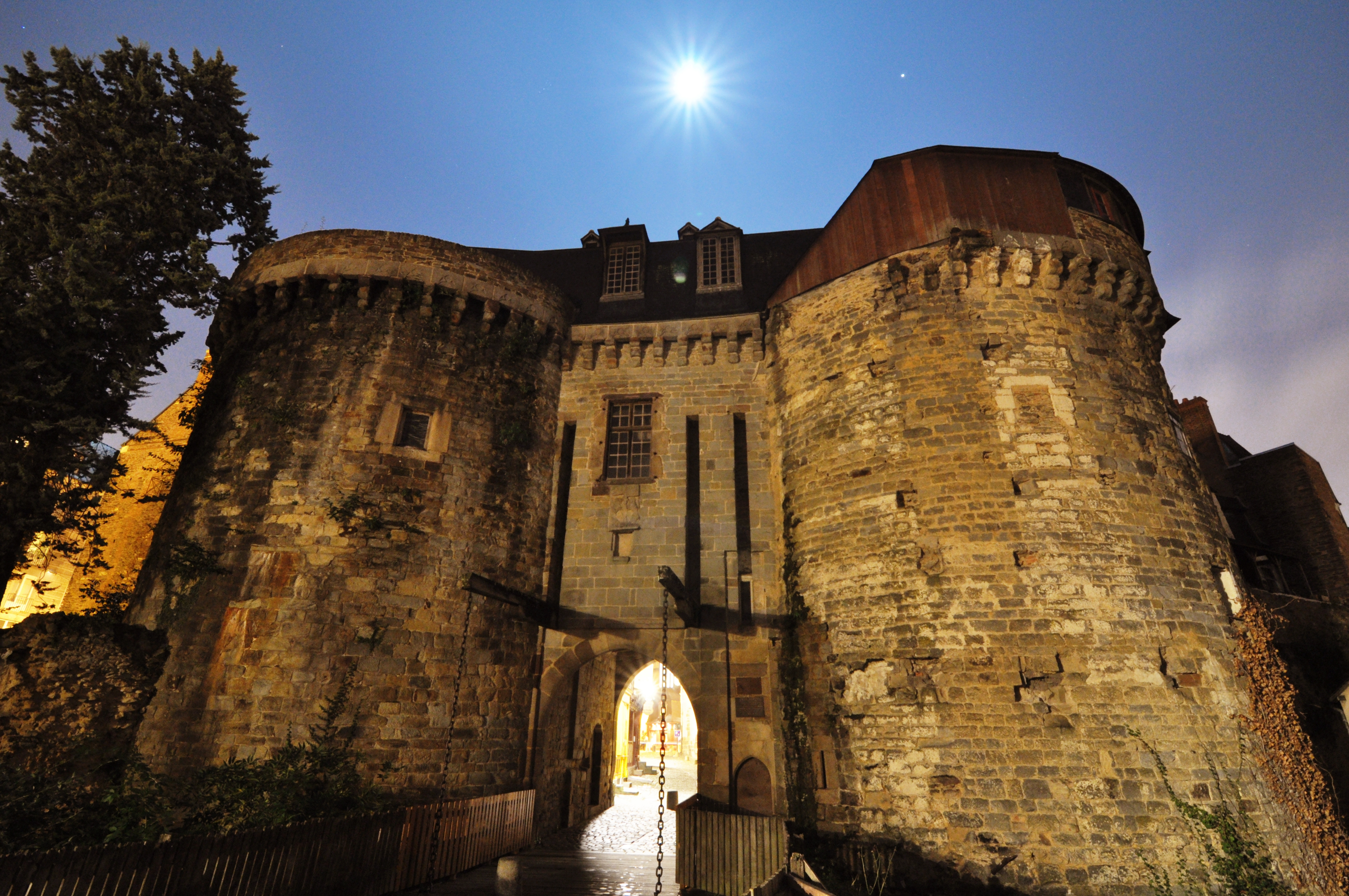
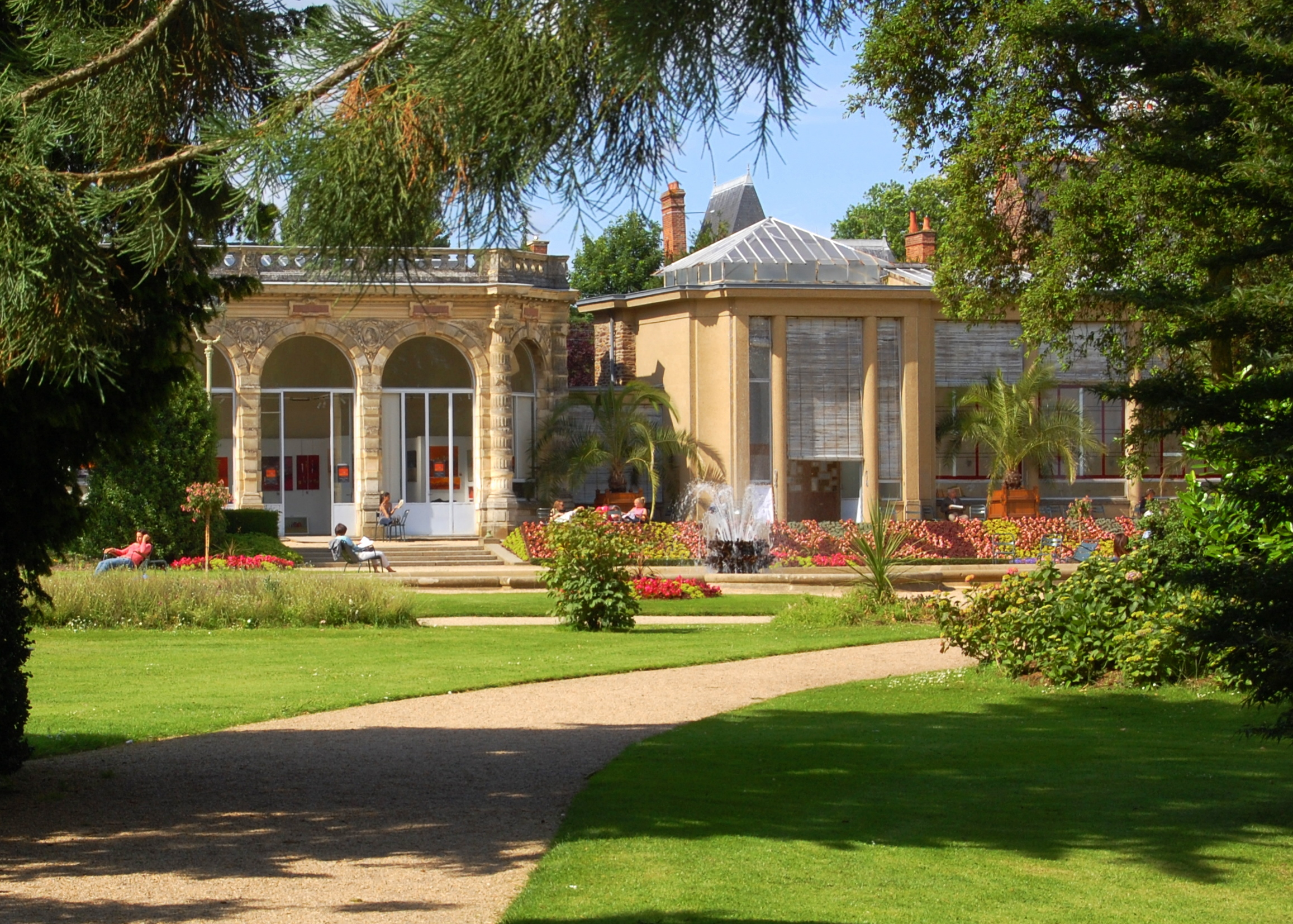